# 美罗镇
美罗镇，原为美罗乡，是中华人民共和国四川省雅安市石棉县下辖的一个乡镇级行政单位。2019年12月，撤销美罗乡和宰羊乡，设立美罗镇，以原美罗乡和原宰羊乡所属行政区域为美罗镇的行政区域。总面积74.14平方千米 ，截至2019年末，美罗镇有户籍人口14093人 。

## 行政区划
美罗镇下辖以下地区：
狮子村、方元村、坪头村、保卫村、山泉村和牟家村。